# كيم أوجو
كيم أوجو (بالإنجليزية: Kim Ojo)‏ (2 ديسمبر 1988 بواري في نيجيريا - ) هو لاعب كرة قدم نيجيري في مركز الهجوم. لعب مع آود هيفرلي لوفين وبلاتيو يونايتد ونادي أويبست ونادي بران ونادي جينك وNybergsund IL-Trysil ‏.

## وصلات خارجية
- كيم أوجو على موقع قاعدة بيانات كرة القدم.إي يو (الإنجليزية)
- كيم أوجو على موقع Soccerway.com (الإنجليزية)
- كيم أوجو على موقع AS.com (الإسبانية)